# Neoclytus pinima
Neoclytus pinima là một loài bọ cánh cứng trong họ Cerambycidae.